# Ogoki Lake
Der Ogoki Lake ist ein See im Thunder Bay District der kanadischen Provinz Ontario.

## Lage
Der 264 m hoch gelegene Ogoki Lake befindet sich im Bereich des Kanadischen Schilds, 80 km nördlich von Nakina. Der See liegt am Mittellauf des Ogoki River, welcher ihn von Westen nach Osten durchfließt. Flussabwärts schließt sich der Kayedon Lake an. Der etwa 71 km² große See hat eine Längsausdehnung in SSW-NNO-Richtung von 18 km sowie eine maximale Breite von 6,5 km.

## Seefauna
Der Ogoki Lake wird von Angeltouristen besucht, die dort hauptsächlich Glasaugenbarsch und Hecht fangen.